# Arctosa maderana
Arctosa maderana är en spindelart som beskrevs av Roewer 1960. Arctosa maderana ingår i släktet Arctosa och familjen vargspindlar.
Artens utbredningsområde är Madeira. Inga underarter finns listade i Catalogue of Life.